# Enterohämorrhagische Colitis
Die Enterohämorrhagische Colitis (von enteron: Darm, hämorrhagisch: blutend) ist eine schwere Enteritis (Entzündung des Darms), hervorgerufen durch die Bakterienstämme EHEC (enterohämorrhagische Escherichia coli).
Wiederkäuer, vor allem Rinder, Schafe und Ziegen, aber auch Wildwiederkäuer (v. a. Rehe und Hirsche) werden als Hauptreservoir für EHEC angesehen. EHEC-Infektionen können zu schweren Darmentzündungen mit blutig-wässrigem Durchfall und starken Unterleibskrämpfen führen. Besonders bei Säuglingen, Kleinkindern, älteren Menschen und Abwehrgeschwächten kann es unter Umständen zu einem dramatischen und lebensbedrohlichen Krankheitsverlauf kommen.
Die EHEC-Bakterien können auch ein sehr schweres systemisches Krankheitsbild verursachen, das hämolytisch-urämische Syndrom (HUS). Dieses Krankheitsbild kann zu einem schweren Nierenversagen führen, bei dem in den meisten Fällen eine Dialyse durchgeführt werden muss. Bei fünf Prozent der aufgetretenen HUS-Fälle kommt es zu einer dauerhaften Nierenschädigung. Diese Patienten werden dialysepflichtig und können nach überstandener akuter Erkrankung letztlich nur durch eine Nierentransplantation geheilt werden.